# Coincy (Aisne)
Coincy és un municipi francès situat al departament de l'Aisne i a la regió dels Alts de França. L'any 2007 tenia 1.243 habitants.

## Demografia

### Població
El 2007 la població de fet de Coincy era de 1.243 persones. Hi havia 466 famílies de les quals 110 eren unipersonals (55 homes vivint sols i 55 dones vivint soles), 145 parelles sense fills, 180 parelles amb fills i 31 famílies monoparentals amb fills.
La població ha evolucionat segons el següent gràfic:
Habitants censats

### Habitatges
El 2007 hi havia 548 habitatges, 473 eren l'habitatge principal de la família, 48 eren segones residències i 27 estaven desocupats. 465 eren cases i 55 eren apartaments. Dels 473 habitatges principals, 386 estaven ocupats pels seus propietaris, 78 estaven llogats i ocupats pels llogaters i 8 estaven cedits a títol gratuït; 28 tenien una cambra, 38 en tenien dues, 98 en tenien tres, 125 en tenien quatre i 183 en tenien cinc o més. 272 habitatges disposaven pel capbaix d'una plaça de pàrquing. A 229 habitatges hi havia un automòbil i a 181 n'hi havia dos o més.

### Piràmide de població
La piràmide de població per edats i sexe el 2009 era:
| Homes | Edats   | Dones |
| ----- | ------- | ----- |
| 0     | 95 o +  | 0     |
| 4     | 90 a 94 | 4     |
| 8     | 85 a 89 | 12    |
| 4     | 80 a 84 | 4     |
| 16    | 75 a 79 | 36    |
| 36    | 70 a 74 | 20    |
| 16    | 65 a 69 | 32    |
| 28    | 60 a 64 | 12    |
| 12    | 55 a 59 | 40    |
| 32    | 50 a 54 | 36    |
| 40    | 45 a 49 | 36    |
| 48    | 40 a 44 | 32    |
| 28    | 35 a 39 | 40    |
| 40    | 30 a 34 | 48    |
| 44    | 25 a 29 | 40    |
| 48    | 20 a 24 | 24    |
| 40    | 15 a 19 | 24    |
| 52    | 10 a 14 | 32    |
| 60    | 5 a 9   | 56    |
| 40    | 0 a 4   | 28    |

## Economia
El 2007 la població en edat de treballar era de 774 persones, 507 eren actives i 267 eren inactives. De les 507 persones actives 457 estaven ocupades (258 homes i 199 dones) i 50 estaven aturades (25 homes i 25 dones). De les 267 persones inactives 70 estaven jubilades, 71 estaven estudiant i 126 estaven classificades com a «altres inactius».

### Ingressos
El 2009 a Coincy hi havia 459 unitats fiscals que integraven 1.174,5 persones, la mediana anual d'ingressos fiscals per persona era de 15.905 €.

### Activitats econòmiques
Dels 44 establiments que hi havia el 2007, 1 era d'una empresa alimentària, 1 d'una empresa de fabricació d'elements pel transport, 1 d'una empresa de fabricació d'altres productes industrials, 8 d'empreses de construcció, 14 d'empreses de comerç i reparació d'automòbils, 2 d'empreses de transport, 4 d'empreses d'hostatgeria i restauració, 1 d'una empresa immobiliària, 2 d'empreses de serveis, 6 d'entitats de l'administració pública i 4 d'empreses classificades com a «altres activitats de serveis».
Dels 15 establiments de servei als particulars que hi havia el 2009, 1 era una oficina de correu, 1 funerària, 1 taller de reparació d'automòbils i de material agrícola, 2 guixaires pintors, 1 fusteria, 2 lampisteries, 2 electricistes, 1 perruqueria, 2 restaurants, 1 agència immobiliària i 1 saló de bellesa.
Dels 6 establiments comercials que hi havia el 2009, 1 era un hipermercat, 1 una botiga de menys de 120 m², 1 una fleca, 1 una botiga de congelats, 1 una llibreria i 1 una joieria.
L'any 2000 a Coincy hi havia 11 explotacions agrícoles que ocupaven un total de 680 hectàrees.

## Equipaments sanitaris i escolars
L'únic equipament sanitari que hi havia el 2009 era una farmàcia.
El 2009 hi havia 1 escola maternal i 1 escola elemental.

## Poblacions més properes
El següent diagrama mostra les poblacions més properes.